# Chanodichthys erythropterus
Chanodichthys erythropterus (Syn. Culter erythropterus) ist ein räuberischer Karpfenartiger aus Asien. Er wird in Hongkong auf Kantonesisch Bak Ue, in China 翘嘴红鲌, in Korea 백조어, in Russland  Обыкновенный верхогляд Verchogljad, auf Englisch Predatory Carp, Common Skygazer oder Redfin Culter genannt.

## Beschreibung
Chanodichthys erythropterus besitzt einen langgestreckten und stromlinienförmigen Körper, relativ große und gut entwickelte Augen und eine lange Afterflosse. Die Durchschnittslänge beträgt 40 Zentimeter.
Der Fisch kann im Amur bis 7 Kilogramm schwer und über 80 Zentimeter lang werden. Im Jahr 2000 wurde in einem Gewässer der chinesischen Liaoning Provinz ein 14 Kilogramm schwerer Fisch von über ein Meter Länge gefangen.

## Verbreitung
Chanodichthys erythropterus lebt in subtropischen bis kühl gemäßigten Flüssen und Seen der Volksrepublik China, Hongkongs, Nordkoreas, Südkoreas, der Mongolei, in der Russischen Föderation, Taiwan und im nördlichen Vietnam. Besonders häufig findet man ihn im russisch-chinesischen Grenzfluss Amur, im Jangtsekiang, im Roten Fluss, im Ussuri, dem koreanischen Han River, Nakdonggang und Kum River, dem chinesischen Hanka Lake in der Mandschurei und dem Buir Lake in der Mongolei.

## Lebensweise
Zusammen mit dem ebenfalls an der Oberfläche raubenden „Lookup“ (Culter alburnus) gehört Chanodichthys erythropterus zu den typischen großen Raubfischen im Amur.
Jungfische von Chanodichthys erythropterus ernähren sich von Pflanzen, Detritus, Wasserinsekten, Krebstieren und Insekten, während adulte Exemplare hauptsächlich Beutefische wie kleinere Karpfenfischarten jagen. Sie halten sich in den oberen Wasserschichten auf und haben Bewegungen von oberflächennahen Beutefischen im Blick. Während des massenhaften Schlüpfens von Eintagsfliegen gehören auch diese Insekten zu ihrer Beute. Die Geschlechtsreife wird bei einer Länge von 40 Zentimetern und einem Alter von ca. sechs Jahren erreicht.

## Nutzen
Chanodichthys erythropterus wird in Teichwirtschaften gehalten.  Auch als Angelfisch ist er von Bedeutung.
Um den natürlichen Genpool dieser Art zu erhalten, wurden genetische Untersuchungen in der Chanodichthys erythropterus-Population im Jangtsekiang unternommen, wobei unter anderem Polymorphismen dieser Art beschrieben wurden.